# Gustavo Becerra-Schmidt
Gustavo Becerra-Schmidt (Temuco, 26 de agosto de 1925-Oldenburgo, Baja Sajonia, 3 de enero de 2010) fue un compositor y musicólogo chileno.

## Biografía
Gustavo Becerra-Schmidt nació en la ciudad de Temuco, el 26 de agosto de 1925 en el hogar conformado por Víctor Manuel Becerra Gómez y Haideria Schmidt Quiroga. El matrimonio tuvo tres hijos: Víctor, Julio, siendo Gustavo el menor. Mientras ejercía como agregado cultural de la Embajada de Chile en Bonn, se vio forzado a exiliarse en Alemania tras el golpe militar de 1973 y enseñó en la Universidad de Oldenburgo desde 1974. Becerra fue uno de los más prolíficos compositores de Chile; su catálogo incluye cientos de composiciones que van desde lo más tradicional hasta lo más avanzado, desde canciones populares a cantatas en gran escala, sinfonías y oratorios.
Entre las cantatas, destacan La Araucana, Lord Cochrane de Chile y el oratorio Macchu Picchu, con textos de Neruda, el Concierto para flauta y cuerdas y el Concierto de arpa. En su catálogo, también son importantes los trabajos electroacústicos.
Becerra fue un connotado profesor, tanto escolar (ejerció la docencia musical en el Saint George College de Santiago) como en la Universidad de Chile. Algunos de sus pupilos se cuentan entre los compositores más importantes de Chile: Luis Advis, Gabriel Brncic, Fernando García, Sergio Ortega y Cirilo Vila.
Gustavo Becerra-Schmidt estuvo casado tres veces y le sobrevivieron sus dos hijos: Pedro y Sol.

## Obras
- Sinfonía für Orchester (1955)
- Sinfonía (de profundis) für Orchester (1957)
- Concierto para Piano y Orquesta (1958)
- Konzert für Cello und Orchester  (1983)
- Konzert für Schlagzeug und Orchester (1984)
- Concierto für Flöte, Gitarre, Orchester (1987)
- Variationen für Orchester (1992)
- Concierto para Guitarra y Orquesta für Gitarre, Orchester (1964/2003)
- Concierto para Oboe y Orquesta (2003)
- Concierto para Viola y Orquesta (2004)

- Las Pascualas für Gitarre (1957)
- Sonata para Guitarra No. 2 für Gitarre (1956)
- Ludor y Latigo für Stimme, Gitarre (1963)
- Provocación für viele Soloinstrumente, Klavier (1970)
- Scanning Variations für solistische Instrumente (1972)
- Ossietzky Lied für Gitarren, Percussion, Sprecher, 5 Stimmen (1975)
- Sonata para 2 Guitarras für 2 Gitarren (1978)
- Charivari für Piccolo, Flöte, Bassflöte (1979)
- Die Statuten des Menschen für Kammerorchester (1990)
- 3 Stücke für Congas und Flügel für 4 Kongas, Flügel (1990)
- Black Holefür Kammerensemble (1995)
- Temucana für Solo Cello, Kammerorchester (1995)
- A toi de jouer für Ensemble (1997)
- Niggunium I, II, III für Flöte, Klavier (1999)
- Tasten für Klavier (2001)
- Amerindia für Flöten und Percussion (o. J.)

- 5 Canciones Sefardistas (1958–59)
- Agua Dormida für Stimme, Flügel (1971)
- Los Satrapas (Die Lakaien) für Stimme und Kammerensemble (1973)
- Ossietzky Lied für Gitarren, Percussion, Sprecher, 5 Stimmen (1975)
- La Voz de Chile für Stimme und Klavier (1978)
- Memento für Quilapayun, d. h. Percussion, Gesang, Charango (1980)
- Revolución für 4 Männerstimmen (1981)
- Die Statuten des Menschen für Stimme und Klavier (1984)
- Die Ursachen des Krieges für Stimme (Tenor), Gitarre (1985)
- Das Schweigen für Alt, Klavier (1986)
- Kinderkreuzzug für Stimme (Rezitation), Orchester (1990)
- Chanukka für zwei Stimmen, Flöten, Klavier (1991)
- Versos sueltos für Sopran und Klavier (2003)

- La Muerte de Rodrigo, Oper für Stimmen, Chor, Orchester (1945–1973)
- La Cueca Larga für Chor, Percussion, Klavier (1961)
- La Auracana für Chor, Rezitation, Orchester (1965)
- Cantata del Amor Americano für Chor und Orchester (1965)
- Macchu-Picchu für Sprecher, Sopran, Chor, Orchester (1966)
- Lord Cochrane de Chile, Kantate (1967)
- Elegia para muerte des Lenin (1970)
- Chile 1973, Kantate (1973–1974)
- Allende - Cantata Popular für Stimmen, Chor, Orchester (1978)
- Ossietzky Oratorium für Soli, Chor, Orchester (1983)
- Singen, wann? für Chor (1988)
- Kinderkreuzzug für Stimme (Rezitation), Orchester (1990)
- Trotz alledem für Chor und Orchester (1990–1991)
- Muerte del Mar für Chor und Orchester (1992)

- Lenin (1971)
- Batuque (1971)
- Nocturno (1974)
- Progressiones (1976)
- Strukturen (1978–1980)
- Cuando (1978–1980)
- Quipus (1978–1980)
- Batallas para Allende (1979)
- Balistocata (1979)
- Oda al mar (1986)
- Interior (1987)
- Concierto para 4 pianos ampleados (2004)
- Poema para percuissiones nsampleados Música Cibernética (2008)